# Turquestein-Blancrupt
 Turquestein-Blancrupt  es una comuna  y población de Francia, en la región de Lorena, departamento de Mosela, en el distrito de Sarrebourg y cantón de Lorquin.
Su población en el censo de 1999 era de 21 habitantes.
Está integrada en la Communauté de communes du Pays des Deux Sarres .

## Demografía
| 52 | 29 | 22 | 25 | 22 | 21 |
| Para los censos de 1962 a 1999 la población legal corresponde a la población sin duplicidades (Fuente: INSEE [Consultar]) |    |    |    |    |    |